# Рыбные орлы
Рыбные орлы, или орланы-рыболовы (лат. Icthyophaga), — род хищных птиц из семейства ястребиных (Accipitridae).

## Таксономия
Род был введён французским врачом и натуралистом Рене-Примевером Лессоном в 1843 году для единственного вида — Icthyophaga ichthyaetus, который поэтому считается типовым видом. Лессон использовал два варианта написания названия рода: Icthyophaga и Icthyiophaga, но не Ichthyophaga. Традиционно в состав рода включали два вида: Icthyophaga humilis и Icthyophaga ichthyaetus. Erwin Stresemann и Dean Amadon в своей работе ошибочно назвали этот род Ichthyophaga, и это ошибочное употребление сохранялось долгое время. Однако название Ichthyophaga на самом деле относится к турбеллярному паразиту у рыб, обнаруженному Сыромятниковой в 1949 году. В 2023 году, основываясь на последних молекулярно-систематических исследованиях, Международный союз орнитологов вернул роду Icthyophaga его настоящее название и перенес четыре вида из рода Haliaeetus в этот род.

## Виды
В состав рода включают 6 видов:
| Изображение | Научное название         | Русское название            | Распространение                                                |
| ----------- | ------------------------ | --------------------------- | -------------------------------------------------------------- |
|             | Icthyophaga leucogaster  | Белобрюхий орлан            | Индия и Шри-Ланка, Юго-Восточная Азия, Австралия               |
|             | Icthyophaga sanfordi     | Соломоновский орлан         | Соломоновы Острова                                             |
|             | Icthyophaga vocifer      | Орлан-крикун                | Африка южнее Сахары                                            |
|             | Icthyophaga vociferoides | Мадагаскарский орлан-крикун | Мадагаскар                                                     |
|             | Icthyophaga humilis      | Малый рыбный орёл           | от Кашмира через юго-восток Индии, Непал и Мьянму до Индокитая |
|             | Icthyophaga ichthyaetus  | Большой рыбный орёл         | Азия                                                           |